# Jesús Maraña Marcos
Jesús Maraña Marcos (Sahagún, província de Lleó, 1961) és un periodista espanyol.
Llicenciat en Ciències de la Informació per la Universitat Complutense de Madrid, va iniciar el seu camí professional en el diari madrileny Informaciones. Més tard va passar a treballar com a reporter del diari Ya. Des de 1985 va continuar la seva carrera en diferents revistes i setmanaris del Grupo Zeta: redactor de la revista Tiempo i cofundador de la revista Tribuna el 1988. El seu retorn al periodisme diari es va produir el 1995 al diari El Mundo com a redactor cap. El 1999 es va incorporar a Interviú, sent nomenat director de la publicació. El 2002 va assumir la direcció del conjunt de les revistes del Grupo Zeta i des de 2005 es va fer càrrec de la direcció de la revista Tiempo de Hoy. Va ser sotsdirector del diari Público des de 2007 fins a 2010, moment en què va ser nomenat director fins que va deixar de publicar-se el diari en la seva edició en paper el 2012.
En altres mitjans de comunicació destaca la seva incursió tant en ràdio com en televisió en diverses etapes. La primera, al començament de la seva carrera, a Televisió Espanyola al programa Si yo fuera presidente, i més tard en el programa Hora Cero d'Antena 3 amb Jesús Hermida. En la segona etapa, el novembre de 2001, va participar en la tertúlia de La brújula (Onda Cero). Des de 2005 participa assíduament en les tertúlies polítiques Madrid opina, de Telemadrid i Al Rojo Vivo de la Sexta. També ha participat en els programes de Radiotelevisión Española Los desayunos de TVE, 59 segundos, i En dias como hoy de Radio Nacional de España. El setembre de 2012, sota la nova direcció de Radiotelevisión Española, es va fer públic que no tornarien a comptar amb ell per assistir a cap debat de la cadena pública. És director editorial d'infoLibre, creat a començament de 2013.